# Alergia à soja

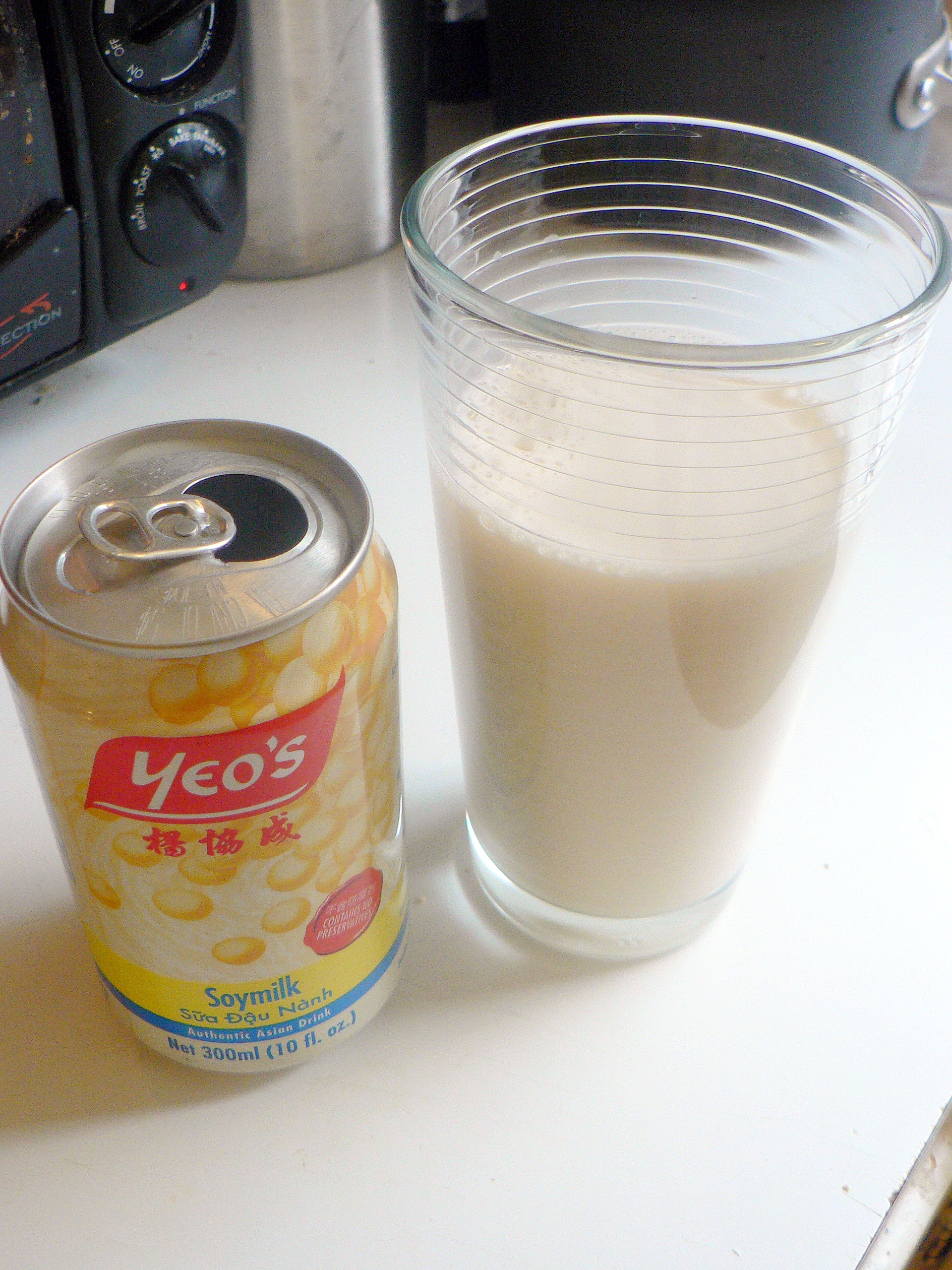
Leite de soja enlatado.

A alergia à soja é um tipo de alergia alimentar. É uma hipersensibilidade à ingestão de compostos da soja (Glycine max), causando uma reação exagerada do sistema imunológico, geralmente com sintomas físicos, como desconforto gastrointestinal, dificuldade respiratória ou reação cutânea. A soja está entre os oito alimentos mais comuns que induzem reações alérgicas em crianças e adultos. Tem uma prevalência de cerca de 0,3% na população em geral.
A alergia à soja é geralmente tratada com uma dieta de exclusão e evitação vigilante de alimentos que podem conter ingredientes de soja. A reação alérgica alimentar mais grave é a anafilaxia, que é uma emergência médica que requer atenção imediata e tratamento com epinefrina.